# Susano
Susano è una frazione del comune di Castel d'Ario, in provincia di Mantova.

## Monumenti e luoghi d'interesse
- Ex chiesa dell'Assunzione ed ex convento domenicano, edificati nel XVII secolo.[4][5]
- Corte di Susano, del XIV secolo, fu di proprietà dei Gonzaga[6]